# Чугунов, Дмитрий Вячеславович
Дми́трий Вячесла́вович Чугуно́в (род. 9 июня 1968, Москва) — советский и российский футболист, российский игрок в мини-футбол; футбольный тренер. Мастер спорта СССР международного класса (1990), заслуженный мастер спорта России (1999). Заместитель спортивного директора и тренер-методист нижегородского мини-футбольного клуба «Торпедо».

## Биография
Начал заниматься футболом в 1977 году в СДЮШОР «Тимирязевец» у тренера Виктора Алексеевича Вязовского. В 1982 перешёл в СДЮШОР «Торпедо» (тренер Николай Николаевич Сенюков). Дебютный матч в высшей лиге чемпионата СССР провёл за московское «Торпедо» в сезоне-1986. Тогда же дебютировал в Кубке обладателей кубков, отыграв полный матч против «Штутгарта» (2:0), где сдерживал атаки Юргена Клинсманна, стал автором голевой передачи. Всего за 5 сезонов в «Торпедо» сыграл 22 матча в чемпионате и 5 матчей в еврокубках, отметившись голом в ворота ирландского «Корк Сити».
В 1990 году Чугунов в составе молодёжной сборной СССР стал чемпионом Европы, за это ему присвоили звание мастера спорта СССР международного класса. Играл за московский «Локомотив» и ярославский «Шинник». Не получая много игрового времени, в 1992 году принял решение начать выступления за мини-футбольный клуб КСМ-24. Во время перерывов в мини-футбольном первенстве также играл в большой футбол за клубы низших футбольных лиг Финляндии в 1992—1994 годах.
В 1997 году Чугунов был приглашён в ведущий клуб страны — московскую «Дину». За четыре сезона стал трёхкратным чемпионом России, двукратным обладателем Кубка России, победителем турнира европейских чемпионов 1999 и обладателем Межконтинентального Кубка 1997. Провёл один сезон в составе «Интеко» (затем переименованного в «Динамо-23») и три с половиной сезона в составе ЦСКА. В 2005 году Чугунов перешёл в «Арбат», где выполнял роль играющего тренера. После расформирования клуба играл в пляжном футболе, перейдя в столичную «Строймеханизацию».
В составе сборной России по мини-футболу Чугунов стал бронзовым призёром чемпионата мира 1996 года и чемпионом Европы 1999 года. Всего провёл за сборную 23 матча и забил 4 мяча.
Проведя один сезон в «Строймеханизации» в качестве играющего тренера, Чугунов завершил игровую карьеры и сосредоточился на тренерской работе. В 2009 году вошёл в тренерский штаб «Дины». После отставки Александра Верижникова на протяжении трёх месяцев исполнял обязанности главного тренера. В конце 2010 года возглавил нижегородский клуб «Футбол-Хоккей НН», но был освобождён от должности уже в апреле. Затем работал с пермским «Арсеналом» и сургутским «Факелом», игравшими в высшей лиге, и астраханским «Аревом». В марте 2019 года стал тренером нового архангельского клуба «Северная Двина».

## Достижения
Футбол
- Чемпион Европы среди молодёжных сборных 1990
- Бронзовый призёр Чемпионата СССР по футболу 1988
- Финалист Кубка СССР по футболу 1988

Мини-футбол
- Бронзовый призёр Чемпионата мира по мини-футболу: 1996
- Чемпион Европы по мини-футболу: 1999
- Обладатель Межконтинентального Кубка по мини-футболу: 1997
- Победитель Турнира Европейских Чемпионов по мини-футболу 1999
- Чемпион России по мини-футболу (3): 1997/98, 1998/99, 1999/2000
- Обладатель Кубка России по мини-футболу (2): 1998, 1999